# پریوچا
پریوچا (به ایتالیایی: Priocca) یک کومونه در ایتالیا است که در استان کونیو واقع شده‌است.

## خصوصیات
پریوچا ۹٫۱ کیلومترمربع مساحت و ۱٬۹۷۹ نفر جمعیت دارد.